# Joseph Yang Yongqiang

Bischofswappen

Joseph Yang Yongqiang (chinesisch 楊永強 / 杨永强, Pinyin Yáng Yǒngqiáng, * 11. April 1970 in Boxing) ist ein chinesischer Geistlicher und römisch-katholischer Bischof von Hangzhou.

## Leben
Joseph Yang Yongqiang empfing am 15. Juni 1995 das Sakrament der Priesterweihe.
2009 wurde er zum Koadjutorbischof von Zhoucun ernannt. Mit Zustimmung des Heiligen Stuhls spendete ihm der Bischof von Linyi, John Fang Xing Yao, am 15. November 2010 in der Kathedrale von Zhoucun die Bischofsweihe. Mitkonsekratoren waren der Bischof von Tsingtao, Joseph Li Mingshu, und der Bischof von Yangku, Joseph Zhao Fengchang. Mit dem Tod des ohne päpstliche Zustimmung amtierenden Joseph Ma Xue-sheng am 8. Februar 2013 folgte er diesem als Bischof von Zhoucun nach.
Im Dezember 2016 wurde er zum Vizepräsidenten der Chinesischen Katholisch-Patriotischen Vereinigung gewählt.
Im Rahmen des vorläufigen Abkommens zwischen dem Heiligen Stuhl und der Volksrepublik China ernannte ihn Papst Franziskus am 12. Juni 2024 zum Bischof von Hangzhou. Die Amtseinführung fand am 27. Juni desselben Jahres statt.